# برايان جونز (لاعب كرة قدم أمريكية أمريكي)
برايان جونز (بالإنجليزية: Brian Jones)‏ هو لاعب كرة قدم أمريكية أمريكي، ولد في 22 يناير 1968 في آيوا سيتي في الولايات المتحدة.

## وصلات خارجية
- برايان جونز على موقع مرجع كرة القدم المحترفة.كوم (الإنجليزية)